# Dreitorspitze
La Dreitorspitze (littéralement « pointe des Trois Portes ») est un sommet des Alpes culminant à 2 681 ou 2 682 m d'altitude,, dans le Wetterstein, à la frontière entre l'Allemagne (Bavière) et l'Autriche (land du Tyrol). Il est composé de quatre pointes principales :
- Partenkirchner Dreitorspitze (pointe occidentale), 2 633 m ;
- Partenkirchner Dreitorspitze (pointe centrale) ;
- Partenkirchner Dreitorspitze (pointe nord-est) ;
- Leutascher Dreitorspitze, 2 682 m.

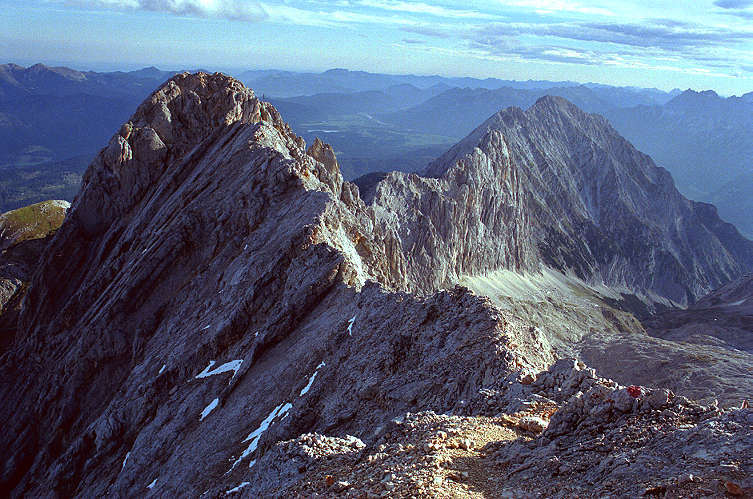
Vue depuis la pointe occidentale de la Dreitorspitze sur les pointes centrale et nord-est et sur le Musterstein

Le nom du sommet vient du fait qu'il délimite trois bassins versants : celui de Garmisch-Partenkirchen, celui de Leutasch et celui de Mittenwald.